# Leptophion tetus
Leptophion tetus là một loài tò vò trong họ Ichneumonidae.